# Hendrik Valkenburg

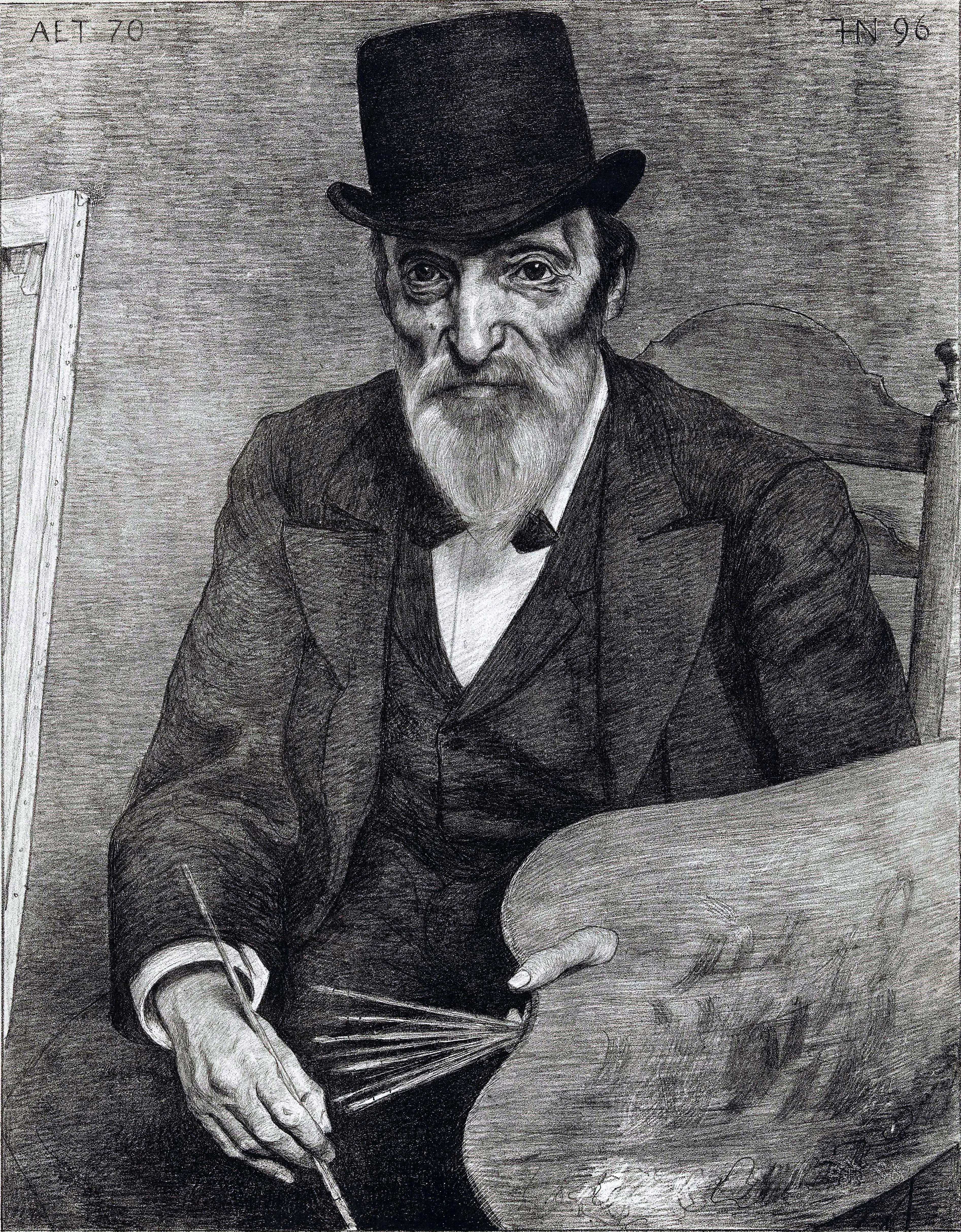
Hendrik Valkenburg 1896

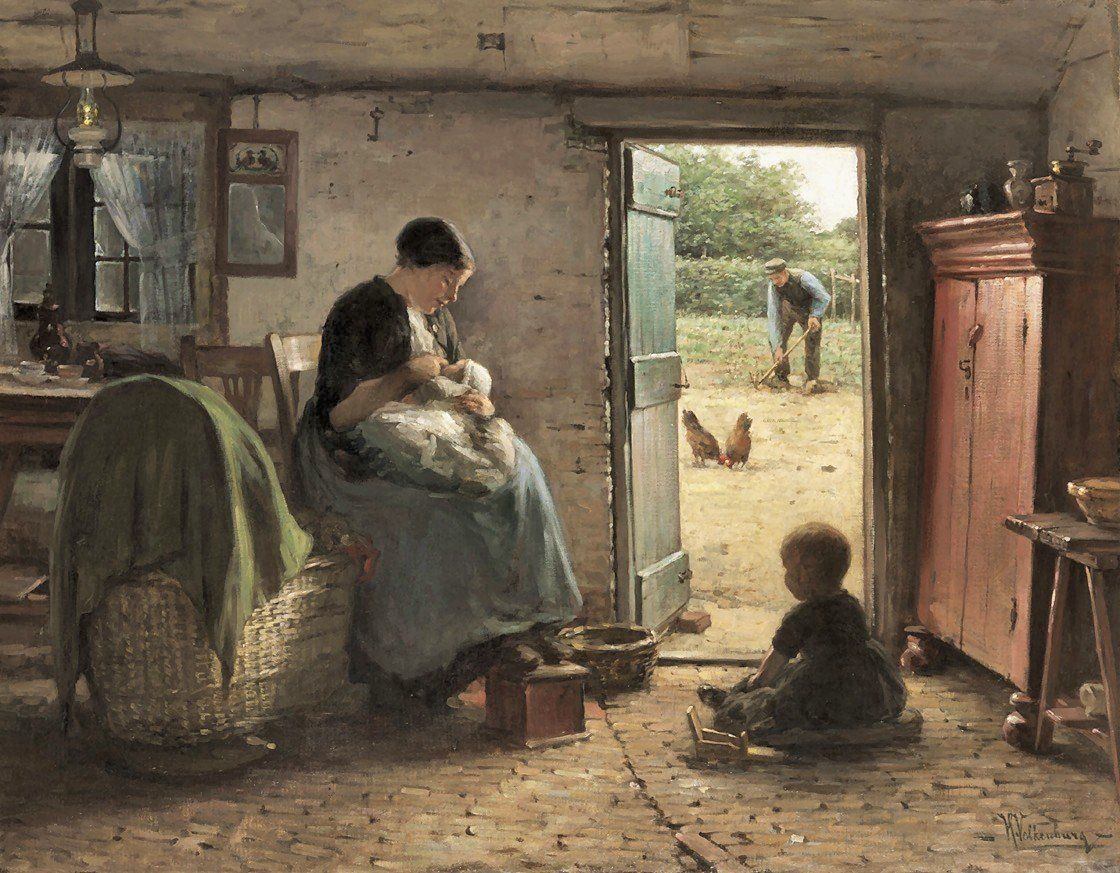
Familienidyll

Hendrik Valkenburg (* 8. September 1826 im Dorf Terwolde (heute Gemeinde Voorst); † 29. Oktober 1896 in Amsterdam) war ein niederländischer Genremaler und Kunstpädagoge.
Valkenburg begann seine Lehre in der Zeichenschule in Deventer bei Jacob Jansen Vredenburg bis 1844 und setzte sein Studium von 1848 bis 1853 an der Koninklijke Academie voor Schone Kunsten van Antwerpen fort.
Danach war er als Zeichenlehrer von 1854 bis 1865 in Almelo, dann in Helmond und von 1868 bis 1872 in Zwolle tätig.
Noch in Zwolle erhielt er 1871 ein königliches Stipendium, aber erst nach dem Umzug nach Amsterdam 1872 konnte er sich ganz der Malerei widmen. Er wurde Mitglied von „Arti et Amicitiae“.
Er malte meist Genrebilder und Interieurs, die sich auf das Leben der Bauern in Twente und Gooise Meren beziehen, sowie Darstellungen der Fischer in Zandvoort. Er schuf auch einige Landschaftsbilder.
Er war Mitarbeiter von Gerard Jacobus Scheurleer (1801–1871). Er unterrichtete in Amsterdam privat, u. a. Jan Herman Coster (1846–1920), Hendrik Johannes Havermann (1857–1928) und Johannes Cornelis van Essen.
Valkenburg nahm an zahlreichen Ausstellungen teil: 1852 in Kampen, 1854 in ’s-Hertogenbosch, 1855 in Zwolle, 1859 in Leeuwarden und von 1859 bis 1896 in Amsterdam und Den Haag.